# Malacacheta
Malacacheta là một đô thị thuộc bang Minas Gerais, Brasil. Đô thị này có diện tích 719,345 km², dân số năm 2007 là 17917 người, mật độ 26,8 người/km².